# Stanisław Zaremba

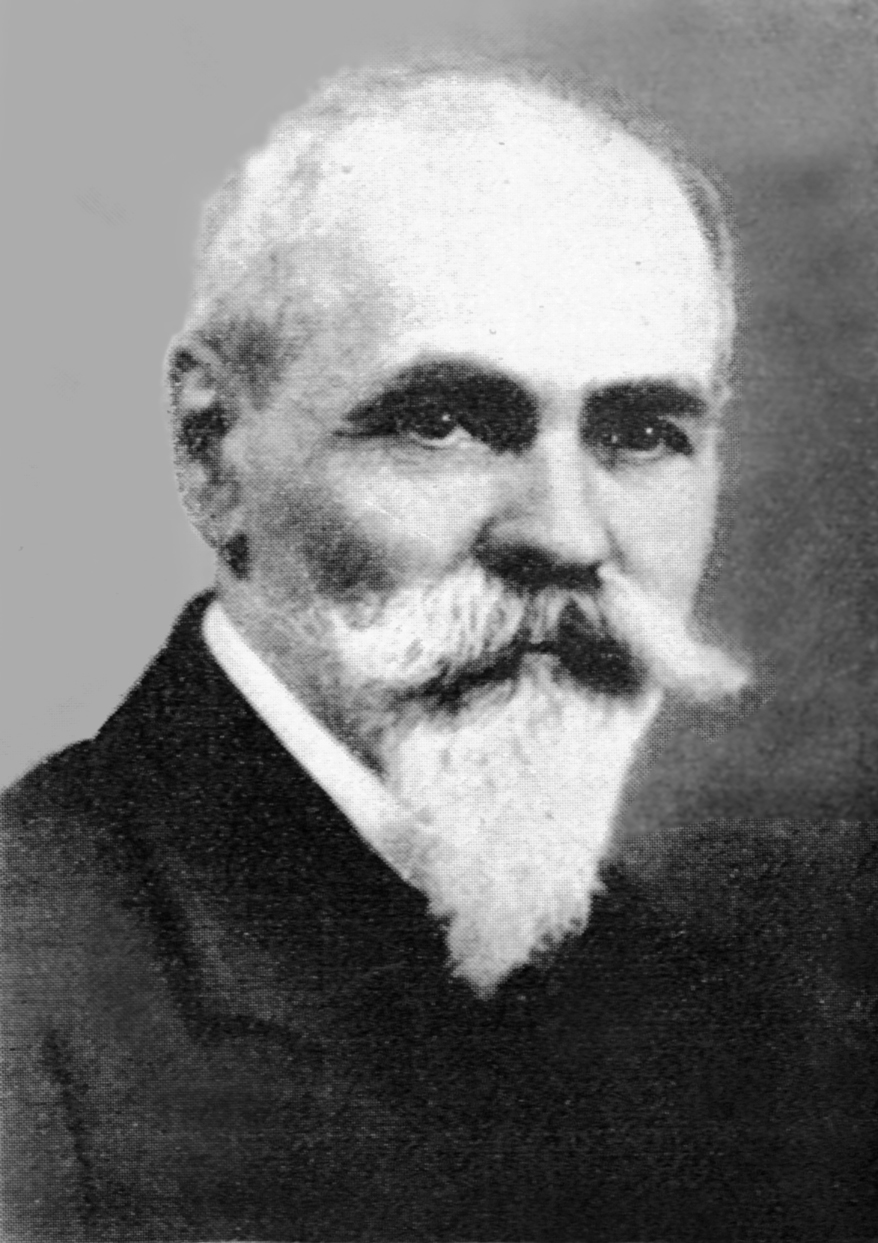
Stanisław Zaremba

Stanisław Zaremba (* 3. Oktober 1863 in Romanówka; † 23. November 1942 in Krakau) war ein polnischer Mathematiker der Krakauer Mathematikerschule. Einen Schwerpunkt seiner Arbeit bildete die Analysis, insbesondere die Fourieranalyse.

## Leben
Zaremba war der Sohn eines Ingenieurs und ging in Sankt Petersburg zur Schule, wo er auch ein Ingenieursstudium am Polytechnikum absolvierte. Danach ging er nach Paris, wo er 1889 an der Sorbonne in Mathematik promoviert wurde (Sur un problème concernant l'état calorifique d'un corp homogène indéfini). In Paris knüpfte er auch Kontakte zu französischen Mathematikern wie Édouard Goursat und Paul Painlevé. Nach der Promotion unterrichtete er an französischen Schulen und veröffentlichte in französischen mathematischen Zeitschriften. 1900 kehrte er nach Polen zurück und wurde Professor an der Jagiellonen-Universität in Krakau. Er schrieb eine Vielzahl von Lehrbüchern und war 1919 Mitbegründer und Präsident der Polnischen Mathematischen Gesellschaft (bis 1920 Mathematische Gesellschaft von Krakau). Viele Jahre gab er deren Annalen heraus.
Zaremba befasste sich mit vielen Gebieten, neben Fourieranalyse zum Beispiel mit Axiomatisierung der Mechanik, elliptischen partiellen Differentialgleichungen (Dirichlet-Prinzip, Potentialtheorie) und hyperbolischen partiellen Differentialgleichungen und Elastizitätstheorie.
Zaremba spielte eine wichtige Rolle in der Etablierung einer eigenständigen polnischen Schule der Mathematik, die zwischen den beiden Weltkriegen eine Blüte erlebte und international eine herausragende Bedeutung erlangte.
Er war Ehrendoktor der Universitäten von Krakau, Poznań und Caen. 1924 wurde er als korrespondierendes Mitglied in die damalige Akademie der Wissenschaften der UdSSR aufgenommen.
Sein Sohn Stanisław Krystyn Zaremba (1903–1990) war ebenfalls Mathematiker und ein bekannter Alpinist.